# Hermóðr

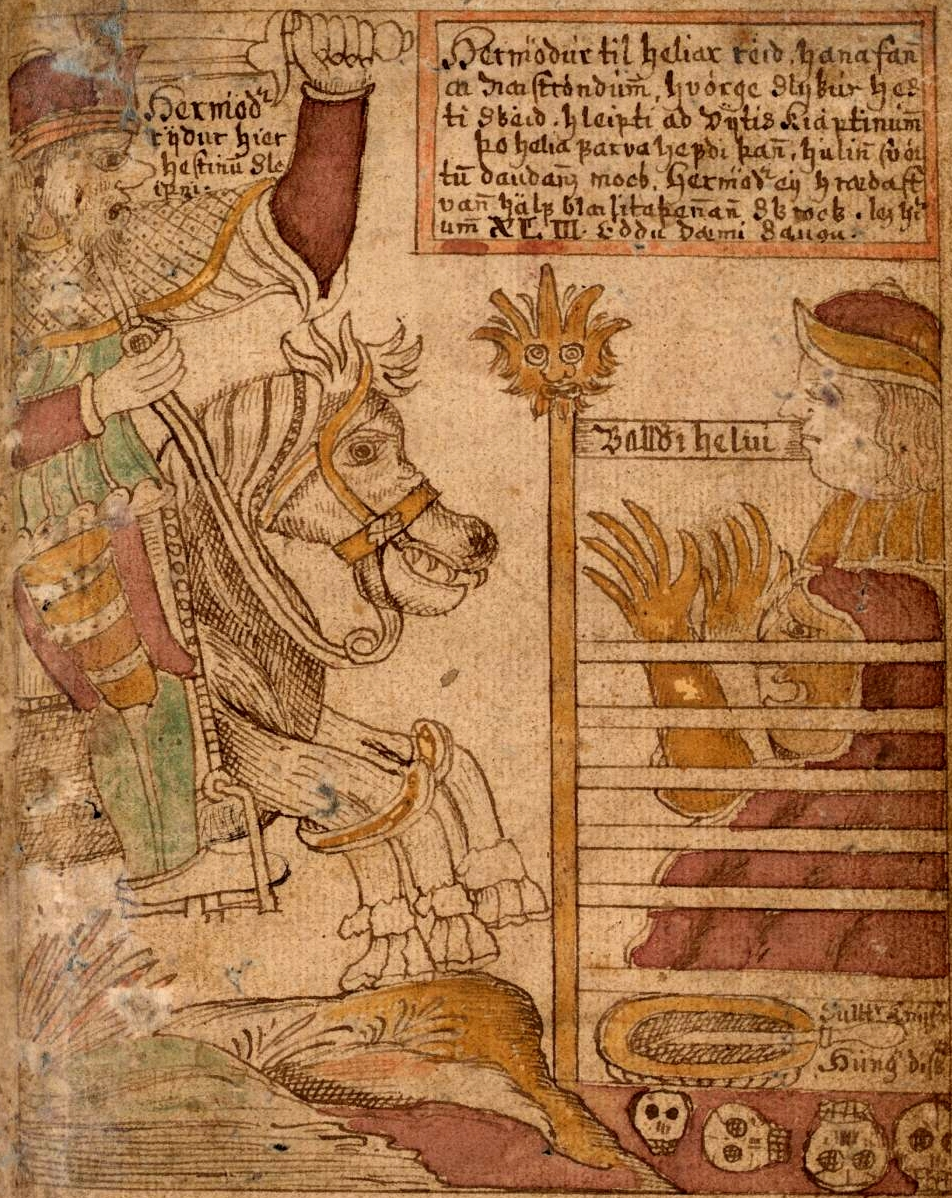
Imagen de un manuscrito islandés del de Hermod.

En la mitología nórdica, Hermóðr es el dios enviado por los Æsir a Helheim para intentar que su reina, Hela, devuelva a Baldr a Asgard. Es hijo de Odín y de Frigg. Su nombre significa ardiente en el combate. Llegó a las puertas del infierno nórdico a lomos del caballo de Odín, Sleipnir. Se le puede asimilar al dios griego Hermes y su equivalente romano Mercurio, como el dios más rápido y por ejercer de mensajero de los dioses.

## Edda prosaica
Hermóðr aparece de forma distinta en la sección 49 del libro Edda prosaica en Gylfaginning. Ahí, es descrito que los dioses se hallaban sin palabras y devastados por la muerte de Baldr, incapaces de reaccionar debido a la pena. Después de que los dioses recuperaran su cordura por el inmenso choque y la angustia de la muerte de Baldr, Frigg pidió a los Æsir quien entre ellos deseaba "ganar todo su favor y amor" recorriendo el camino hacia el Helheim, el inframundo o reino de los muertos en la mitología nórdica. Cualquiera que aceptara, debía ofrecer un rescate a cambio de regresar a Baldr a Asgard. Hermóðr acepta a esto y se emprende con Sleipnir su viaje al Helheim.
Hermóðr cabalgó el caballo de Odín Sleipnir por nueve días y nueve noches a través de profundos y sombríos valles hasta el puente Gjallarbrú cubierto de oro brillante, siendo este protegido por la doncella Móðguðr. Móðguðr le dijo que Baldr ya había cruzado el puente y que Hermóðr debería cabalgar hacia abajo y al norte.
Al arribar al portal de Helheim, Hermóðr desmontó, apretó la silla, montó de nuevo y jaló a Sleipnir de tal manera que saltara por encima del portal. Así que al final, Hermóðr llegó al salón de Helheim y vio a Baldr sentado en el asiento más honorífico. Hermóðr rogó a Hela que liberará a Baldr, citando el llanto entre los Æsir. Entonces Hela proclamó que Baldr solo sería liberado si todas las cosas, muertas y vivas lloraran por él.
Baldr dio a Hermóðr el anillo Draupnir el cual fue quemado con él en su hoguera, para regresárselo a Odín. Nanna le dio una túnica de algodón para Frigg junto con otros regalos y el anillo para Fulla. Entonces Hermóðr regresó con el mensaje.
Hermóðr es llamado "hijo" de Odín en la mayoría de manuscritos, mientras que en el Codex Regius considerado el mejor manuscrito, es llamado sveinn Óðins, 'muchacho de Odín', que en contexto llega a significar más como 'sirviente de Odín'. De cualquier manera Hermóðr en pasajes siguientes es llamado por Baldr como hermano y también aparece como hijo de Odín en la lista de los hijos de Odín.

## Edda poética
El nombre Hermód parece ser aplicado al héroe mortal en el poema de la Hyndluljóð de la Edda poética.

## Poesía escáldica
En el poema escáldico Hákonarmál (estrofa 14) Hermóðr y Bragi aparecen en Valhalla recibiendo a Haakon I de Noruega. No está claro si Hermóðr o Bragi es implicado como dios en este poema.